# LEFTOVERS/残された世界
『LEFTOVERS/残された世界』(The leftovers) はアメリカ合衆国で製作。『LOST』の製作総指揮を務めたデイモン・リンデロフが原作者のトム・ペロッタと共に企画したドラマである。
世界人口の2％（約1億4千万人）が突如消え去った事件から3年後の世界を舞台に、残された人々の苦悩や葛藤を描くミステリー・ドラマになっている。
2015年10月14日よりシーズン2がアメリカにて放送され、2017年4月16日からは最終シーズン3が放送され完結した。

## キャスト
ケヴィン・ガーヴィ
演 - ジャスティン・セロー、日本語吹替 - てらそままさき
メイプルトンの警察署長。自分の家族は消え去ることはなかったが、前署長であった父親が精神科病棟に送られ、妻は急激に拡大する謎の宗教団体に入団、息子は行方不明、娘ともすれ違いの日々が続いている。
メグ・アボット
演 - リヴ・タイラー、日本語吹替 - 甲斐田裕子
白装束の集団レムナントに付きまとわれている。
ジル・ガーヴィ
演 - マーガレット・クォーリー、日本語吹替 - 白石涼子
ケヴィンの娘。母の失踪以降、父とうまくいっていない。
トム・ガーヴィ
演 - クリス・ジルカ、日本語吹替 - 小林親弘
ケヴィンの息子。事件後行方不明になる。
ローリー・ガーヴィ
演 - エイミー・ブレネマン、日本語吹替 - 渡辺美佐
ケヴィンの妻。事件後に言葉をしゃべらない白装束の集団「レムナント」に入る。
マット
演 - クリストファー・エクルストン、日本語吹替 - 清水明彦
メイプルトンの牧師。
ノラ・ダースト
演 - キャリー・クーン、日本語吹替 - 斉藤恵理
事件で家族全員が消えてしまった女性。
エイミー
演 - エミリー・ミード、日本語吹替 - 行成とあ
ジルの親友

## エピソード一覧

### シーズン一覧
| シーズン | シーズン | エピソード | 米国での放送日 | 米国での放送日 |
| シーズン | シーズン | エピソード | 初回           | 最終回         |
| -------- | -------- | ---------- | -------------- | -------------- |
|          | 1        | 10         | 2014年6月29日  | 2014年9月7日   |
|          | 2        | 10         | 2015年10月4日  | 2015年12月6日  |
|          | 3        | 8          | 2017年4月16日  | 2017年6月4日   |

### シーズン1 （2014年）
| 通算 | 話数 | タイトル                  | 原題                       | 監督                                              | 米国放送日    | 視聴者数 (万人) |
| ---- | ---- | ------------------------- | -------------------------- | ------------------------------------------------- | ------------- | --------------- |
| 1    | 1    | 突然の旅立ち              | Pilot                      | ピーター・バーグ                                  | 2014年6月29日 | 177             |
| 2    | 2    | レムナント -有罪の残存者- | Penguin One, Us Zero       | ピーター・バーグ                                  | 2014年7月6日  | 155             |
| 3    | 3    | 聖職者の過ち              | Two Boats and a Helicopter | キース・ゴードン                                  | 2014年7月13日 | 138             |
| 4    | 4    | 家族写真                  | B.J. and the A.C.          | レスリー・リンカ・グラッター カール・フランクリン | 2014年7月20日 | 162             |
| 5    | 5    | 沈黙の叫び                | Gladys                     | ミミ・レダー                                      | 2014年7月27日 | 159             |
| 6    | 6    | No. 121                   | Guest                      | カール・フランクリン                              | 2014年8月3日  | 147             |
| 7    | 7    | 慰め                      | Solace for Tired Feet      | ミミ・レダー                                      | 2014年8月10日 | 158             |
| 8    | 8    | 記憶の隠れ家              | Cairo                      | ミシェル・マクラーレン                            | 2014年8月17日 | 164             |
| 9    | 9    | "旅立ち"の日              | The Garveys at Their Best  | ダニエル・サックハイム                            | 2014年8月24日 | 185             |
| 10   | 10   | 帰還                      | The Prodigal Son Returns   | ミミ・レダー                                      | 2014年9月7日  | 153             |

### シーズン2 （2015年）
| 通算 | 話数 | タイトル   | 原題                      | 監督                 | 米国放送日     | 視聴者数 (万人) |
| ---- | ---- | ---------- | ------------------------- | -------------------- | -------------- | --------------- |
| 11   | 1    | "ミラクル" | Axis Mundi                | ミミ・レダー         | 2015年10月4日  | 71              |
| 12   | 2    | 約束の地へ | A Matter of Geography     | ミミ・レダー         | 2015年10月11日 | 55              |
| 13   | 3    | 夢の代償   | Off Ramp                  | カール・フランクリン | 2015年10月18日 | 77              |
| 14   | 4    | 疑惑の渦   | Orange Sticker            | Tom Shankland        | 2015年10月25日 | 51              |
| 15   | 5    | 善なる罪人 | No Room at the Inn        | Nicole Kassell       | 2015年11月1日  | 62              |
| 16   | 6    | "レンズ"   | Lens                      | Craig Zobel          | 2015年11月8日  | 63              |
| 17   | 7    | 死の決断   | A Most Powerful Adversary | ミミ・レダー         | 2015年11月15日 | 61              |
| 18   | 8    | 暗殺者     | International Assassin    | Craig Zobel          | 2015年11月22日 | 69              |
| 19   | 9    | 10月13日   | Ten Thirteen              | キース・ゴードン     | 2015年11月29日 | 86              |
| 20   | 10   | 白い悪魔   | I Live Here Now           | ミミ・レダー         | 2015年12月6日  | 99              |